# Thaumatomyia luteolimbata
Thaumatomyia luteolimbata är en tvåvingeart som först beskrevs av Mario Bezzi 1908.  Thaumatomyia luteolimbata ingår i släktet Thaumatomyia och familjen fritflugor. Inga underarter finns listade i Catalogue of Life.